# Spiranthes graminea
Spiranthes graminea är en orkidéart som beskrevs av John Lindley. Spiranthes graminea ingår i släktet skruvaxsläktet, och familjen orkidéer. Inga underarter finns listade i Catalogue of Life.